# جایزه تمشک طلایی بدترین بازیگر مکمل زن
جایزه تمشک طلایی بدترین بازیگر مکمل زن (انگلیسی: Golden Raspberry Award for Worst Supporting Actress) برای شناخت بدترین بازیگران مکمل شناخته می‌شود. این جایزه از سال ۱۹۸۱ به بازیگران زن مکمل داده می‌شود.